# Théorie de la décision
La théorie de la décision est une théorie de mathématiques appliquées ayant pour objet la prise de décision par une entité unique. (Les questions liées à la décision collective relèvent de la théorie du choix social.)

## Théorie de la décision intertemporelle
La notion de décision intertemporelle découle de la prise en compte du facteur temps dans les problématiques reliant l'offre et la demande, les disponibilités et les contraintes. Ces problématiques sont celles qui découlent des combinaisons possibles entre les disponibilités et les décisions pouvant les impliquer. Les diverses fluctuations susceptibles d'être mesurées et prévues par ailleurs permettent ainsi de nourrir des modèles dynamiques.

### Modèle à utilité escomptée
L'économiste Paul Samuelson propose en 1937 dans un article intitulé « A Note on Measurement of Utility » un modèle simple de décision intertemporelle connu sous le nom de modèle à utilité escomptée,. Dans ce modèle, les préférences intertemporelles sont représentées par un paramètre unique appelé « taux d'escompte psychologique » (noté {\displaystyle \rho }). Dans le cas où le temps est considéré comme discret, l'utilité intertemporelle considérée en t ({\displaystyle U^{t}}) s'écrit comme la somme des utilités instantanées ({\displaystyle u_{t}}) pondérées par le facteur d'escompte psychologique : 
{\displaystyle U^{t}(u_{t},\ldots u_{T})=\sum _{k=0}^{T-t}\left({\frac {1}{1+\rho }}\right)^{k}u_{t+k}}
En temps continu, l'utilité intertemporelle s'écrit comme l'intégrale entre t et T de l'utilité instantanée pondérée par le facteur d'escompte psychologique : 
{\displaystyle U^{t}\left({u_{\tau }}_{\tau \in [t,T]}\right)=\int _{t}^{T}e^{-\rho \tau }u_{\tau }d\tau }
L'agent prend alors la décision qui maximise son utilité intertemporelle.

#### Applications
Le modèle à utilité escomptée est utilisé en théorie des jeux pour l'étude des jeux répétés.
Dans un article publié en 1988 dans le Journal of Political Economy, Gary Becker et Kevin Murphy utilisent le modèle à facteur d'escompte pour rendre compte des comportements de consommation de produits addictifs (tabac, drogue, etc). Ils entendent montrer que, contrairement à l'intuition, la consommation de produits addictifs n'est pas incompatible avec les hypothèses de rationalité telles qu'elles sont définies en théorie économique.

### Modèles comportementaux
Lorsque les individus ont des comportements temporellement incohérents, il est nécessaire de modéliser leur comportement différemment. Le modèle à escompte quasi-hyperbolique en temps discret est devenu l'un des modèles les plus utilisés pour rendre compte des phénomènes d'addiction ou de procrastination. En 2013, David Laibson et Harris Christopher proposent une extension en temps continu de ce modèle.

## Théorie de la décision dans l'incertain
La théorie de la décision dans l'incertain traite des situations de choix où les conséquences des décisions ne sont pas connues avec certitude. Pour raisonner dans l'incertain, il est nécessaire de prendre en compte le type de donnée dont on dispose. En 1921, Frank Knight distingue le risque et l'incertitude. Il définit par le terme de risque toutes les situations pour lesquelles il existe une distribution de probabilité connue du décideur, sur l'ensemble des états de la nature, et par le terme d'incertitude toutes les autres situations. Depuis, la littérature scientifique a proposé plusieurs formalismes pour discriminer les cas d'incertitude. Les plus connus sont,,,,, :
- le risque : lorsque l'incertitude est représentée par une distribution de probabilité sur les événements ;
- l'incertitude totale : lorsque l'on ne possède aucune information sur la vraisemblance des événements ;
- le risque imprécis : lorsque l'incertitude est représentée par une distribution de probabilité intervalle sur les événements élémentaires ;
- l'incertitude représentée par un ensemble de mesures de probabilités ;
- l'incertitude représentée par des fonctions de croyances ;
- l'incertitude représentée par des mesures de possibilités ;
- l'incertitude représentée par une relation d'ordre sur la vraisemblance des événements.

### Décision séquentielle dans l'incertain
Lorsque le décideur doit prendre une suite de décisions étalées dans le temps on parle alors de décision séquentielle. Ce problème est fréquemment rencontré dans les problématiques de planifications automatiques. Cet ensemble de décisions est appelé une stratégie. Le décideur cherche alors à déterminer la stratégie optimisant ses préférences. L'espace des stratégies étant généralement  de taille exponentielle en la taille de l'énoncé, il n'est pas rare de se retrouver face à des problèmes dits NP-difficiles. Il est généralement nécessaire d'utiliser des algorithmes d'optimisation combinatoire lorsque l'on cherche à déterminer une stratégie optimale.